# Le Joola

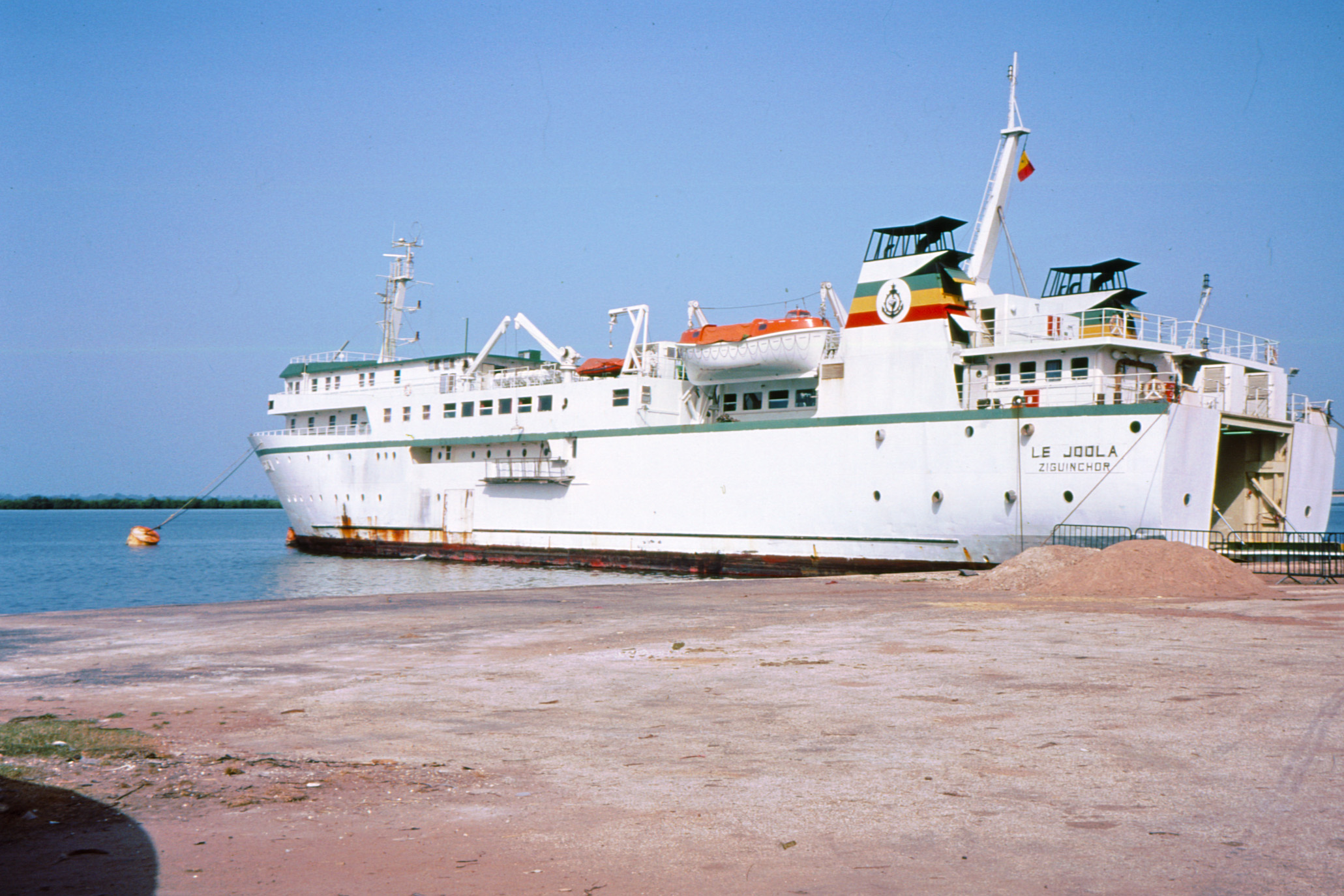
Le Joola v roce 1991

Le Joola byla senegalská loď typu Roll-on/roll-off, která byla vyrobena německou firmou Schiffswerft Germersheim a spuštěna na vodu v roce 1990. Byla dlouhá 79,5 m, široká 12,5 m a měla tonáž 2087 brutto registrovaných tun. Byla projektována pro 536 cestujících a 44 členů posádky. Zajišťovala dvakrát do týdne dopravu mezi Dakarem a Ziguinchorem.
V noci na 26. září 2002 se La Joola potopila v bouři u pobřeží Gambie. Loď byla přetížená: 1043 pasažérů mělo lístek a stovky dalších cestovaly zdarma. Katastrofu přežilo 64 osob, počet obětí se odhaduje na minimálně 1863 lidí (většinu z nich tvořili senegalští občané). Tím La Joola překonala zkázu Titanicu a byla druhým nejtragičtějším lodním neštěstím v mírové době po havárii filipínského trajektu Doña Paz v roce 1987.
V ziguinchorském přístavu byl odhalen pomník obětem neštěstí.